# Música de España

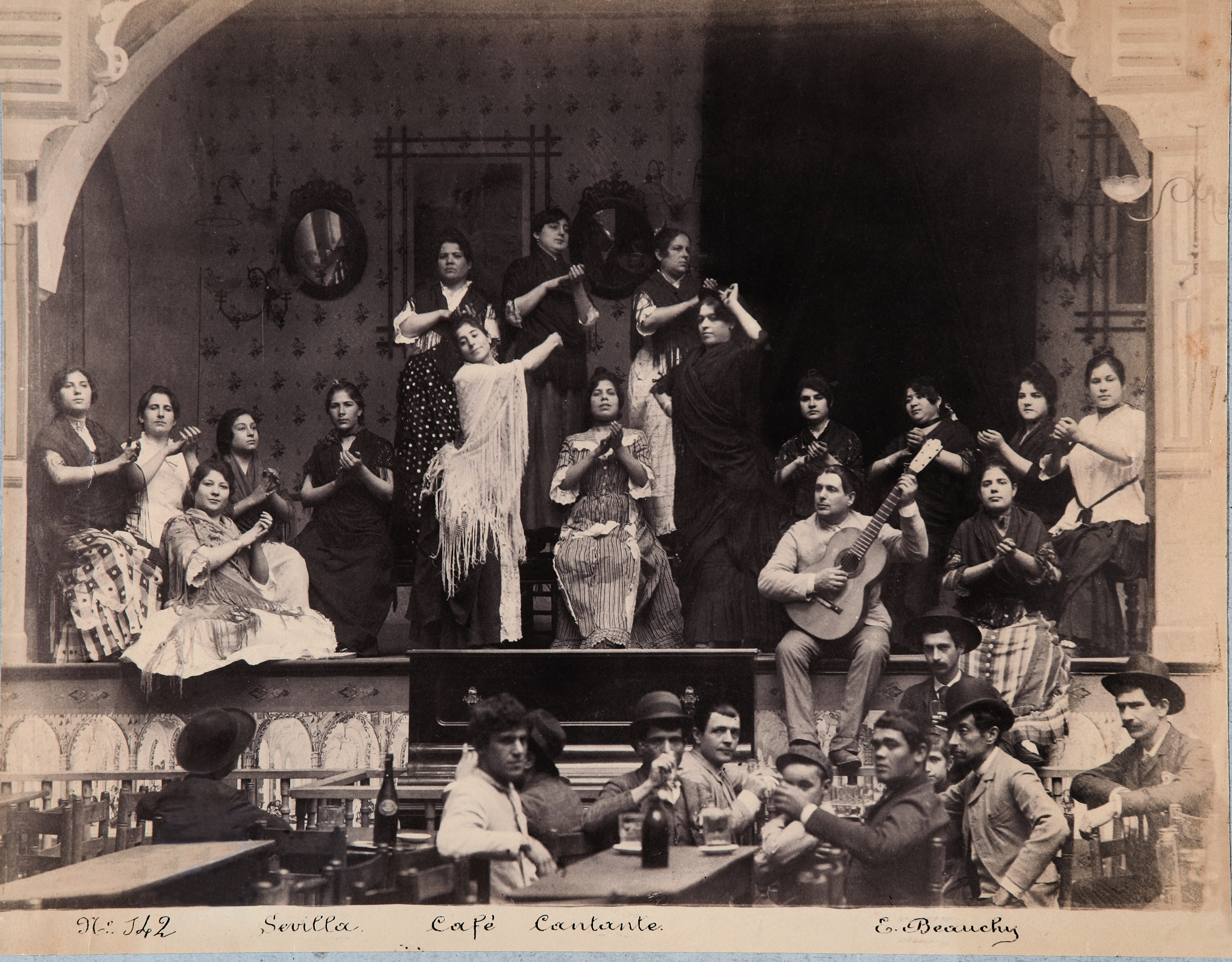
Interior de un café cantante en Sevilla hacia 1888, capturado por el fotógrafo Emilio Beauchy. Estos locales fueron fundamentales en la difusión del flamenco en la España del siglo XIX, combinando música en vivo, cante y baile en un ambiente popular y accesible.

La música es una parte fundamental de la cultura y el folclore de España. Abarca los distintos estilos desarrollados en las diferentes épocas históricas que van desde las primeras manifestaciones culturales previas a la propia existencia de España como Estado hasta las manifestaciones artísticas y productos de la industria del entretenimiento actuales.

## Música clásica

### Renacimiento y Barroco

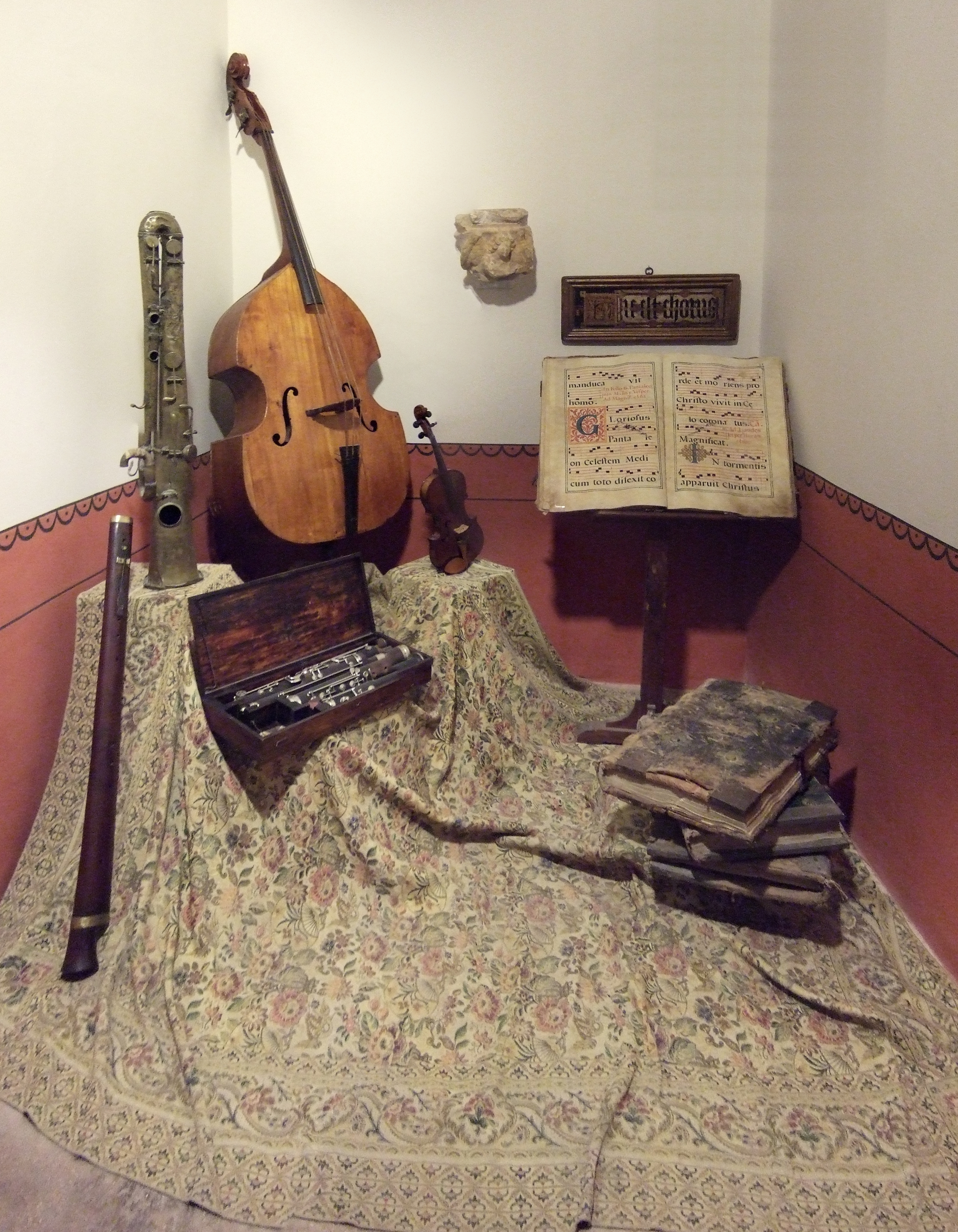
Instrumentos musicales en el Museo Diocesano de Albarracín.

A principios del siglo XVI se desarrolló un estilo polifónico coral que estaba próximo al estilo de la escuela de música franco-flamenca. Entre los más populares compositores de la época figuran Mateo Flecha el viejo, el dramaturgo castellano Juan del Encina, Juan de Anchieta, Francisco de Salinas y el organista Antonio de Cabezón. Gran parte de la producción musical de la época fue impresa en cancioneros entre los que pueden mencionarse la Silva de Sirenas, el Cancionero de Palacio, el Cancionero de Medinaceli, el Cancionero de Upsala y el Cancionero de la Colombina.

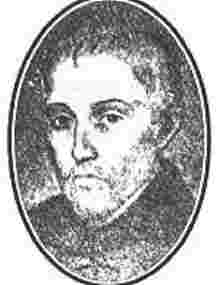
Tomás Luis de Victoria (1548–1611), el más célebre compositor del Renacimiento español, maestro de la música sacra y figura clave del estilo polifónico.

La unificación de estilo ocurrió en el reinado de Carlos I de España, emperador del Sacro Imperio, ya que músicos del norte visitaron España y músicos españoles viajaron a otros territorios del Imperio: Países Bajos, Alemania e Italia. Los grandes compositores del Renacimiento incluyen a Francisco Correa de Arauxo y, especialmente a Francisco Guerrero y Cristóbal de Morales, activos también en Roma. Quizás el de más renombre fue Tomás Luis de Victoria, que también pasó una larga temporada en Roma y cuya perfección polifónica e intensidad expresiva se pueden comparar a las de Palestrina y Lassus. Muchos compositores solían volver hacia el final de su carrera para extender sus conocimientos musicales en su país natal.
Entre las mayores realizaciones del Renacimiento ibérico destaca la música instrumental para vihuela, con exponentes como Luis de Milán, Alonso de Mudarra, Luis de Narváez, Enríquez de Valderrábano o Miguel de Fuenllana. Se atribuye a Vicente Espinel el añadido de una quinta cuerda a la guitarra. 

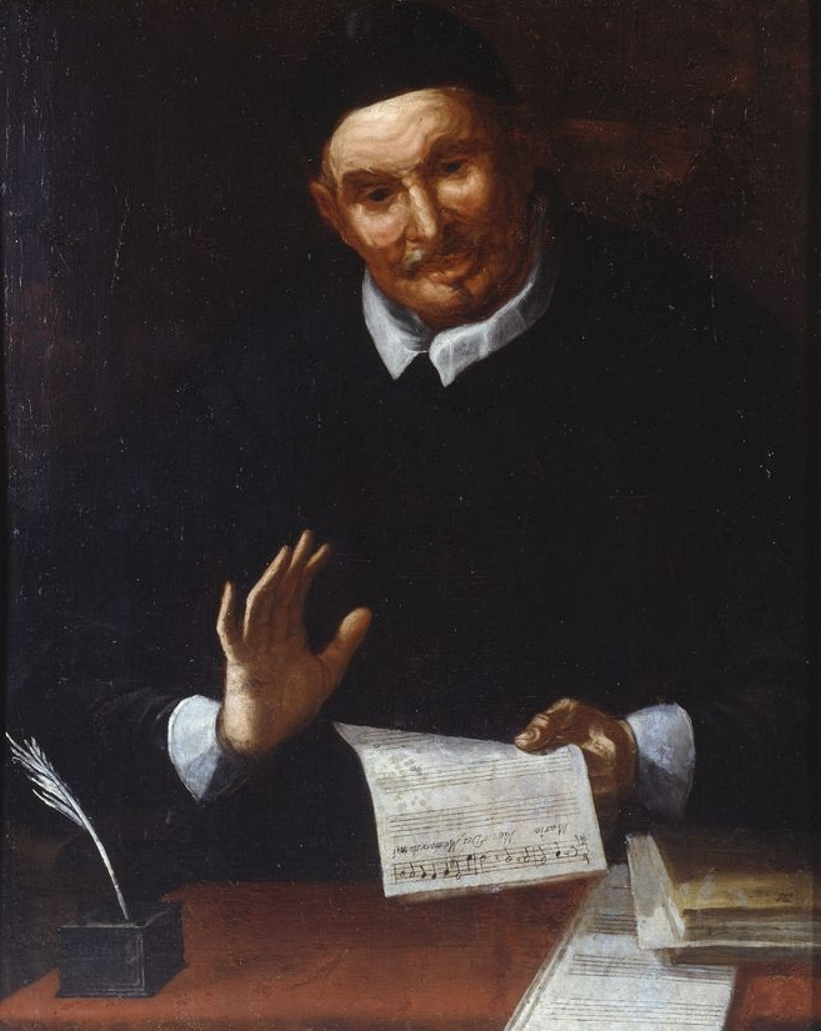
Carlos Patiño (1600–1675), renowned Spanish Baroque composer and maestro de capilla, known for his influential sacred music and leadership at the Cathedral of Toledo.

Otros músicos señalables son Bartolomé de Escobedo (1510 - 1563), el poeta Francisco de la Torre (¿1534 - 1594?), Juan de Triana (1460 - 1494), fray Tomás de Santa María (ca 1510 - 1570), Alonso Lobo (hacia 1555 - 1617) y Joan Pau Pujol (1570 - 1626).
Sebastián Aguilera de Heredia (1561 - 1627), organista y compositor español aragonés, hizo de puente entre Antonio de Cabezón y Francisco Correa de Arauxo. Otros notables organistas fueron Pablo Bruna (1611 - 1679), Juan Bautista Cabanilles (1644 - 1712) y Francisco Correa de Arauxo (1584 - 1654). 
Sebastián de Vivanco (c. 1551–1622), compositor y maestro de capilla español, uno de los grandes representantes de la música religiosa del Renacimiento tardío y principios del Barroco.

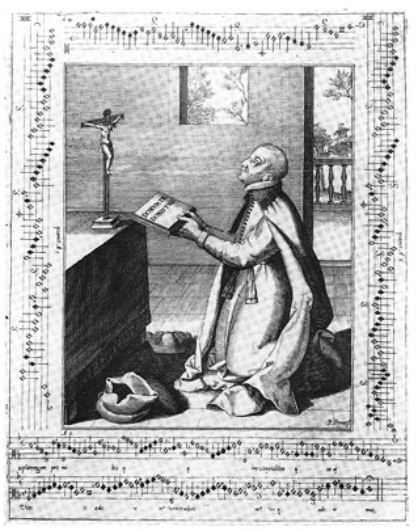
La música religiosa barroca continuó utilizando rasgos del periodo anterior. Destacan Sebastián de Vivanco (c.1551 - 1622), seguidor de Victoria o Sebastián López de Velasco (1584 - 1659).

El protagonista de la música vocal religiosa fue el villancico. Ya presente en el XVI, era típica la forma Tonada (a solo o pocas voces) –Responsión o estribillo (todos)– o Coplas (a solo). Se conserva un enorme número de villancicos, de maestros de capilla como Joan Baptista Comes, Jerónimo de Carrión, Cristóbal Galán o Mateo Romero, entre otros muchos.
En la música profana se publicaron cancioneros, como el de la Sablonara con formas de villancico o romance. Entre sus autores podemos recordar a Juan Hidalgo, José Marín y Sebastián Durón.
En Ópera se produjeron dos intentos primitivos, La selva sin amor (1627), con texto de Lope de Vega y música de Filippo Piccinini, y  La púrpura de la rosa (1659-60), con texto de Calderón y música de Juan Hidalgo. No tuvieron mucho éxito y están perdidos; sí se conserva la música de semióperas como La fiera, el rayo y la piedra (1652) o Fortunas de Andrómeda y Perseo (1653), y sobre todo Celos aun del aire matan, ópera de los mismos autores, y una partitura con la música de La púrpura de la rosa de Tomás de Torrejón y Velasco (una copia o una remusicalización de la de obra de Hidalgo para el texto de Calderón). 
La zarzuela, género vocal característico español, se inició con más éxito. Su temática era mitológica y diversas formas musicales vernáculas o importadas. Como autores tenemos de nuevo a Calderón e Hidalgo, y entre las primeras obras destacan El laurel de Apolo (1657), Los celos hacen estrellas (1672), de Juan Vélez de Guevara e Hidalgo, y Los juegos olímpicos (1675) de Agustín de Salazar (1636 - 1675) e Hidalgo. Más adelante, destacó el músico José de Nebra, más cercano a los modelos italianos del siglo XVIII.

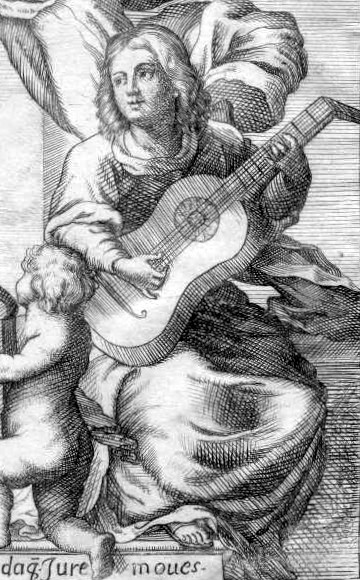
Gaspar Sanz (1640–1710), destacado compositor y guitarrista barroco español, autor de la influyente “Instrucción de música sobre la Guitarra Española”, fundamental en la evolución de la guitarra clásica.

En la guitarra abundaron los libros, como los de Gaspar Sanz (1640 - 1710) el Poema Harmónico (1694) de Francisco Guerau, y el de Antonio de Santa Cruz (ca. 1700), los de Joan Carles i Amat (1572 - 1642), Luis de Briceño (fl. 1610-1630) y el portugués Nicolás Doizi de Velasco (1590 - 1659). Ya en el XVIII publicó tres libros más Santiago de Murcia (1673 - 1739) y otro más Lucas Ruiz de Ribayaz, (1626 - 1677). 
Hacia inicios del siglo XVIII la música española se vio influida por modelos italianos de la época, cuando Domenico Scarlatti, Luigi Boccherini y Gaetano Brunetti, residían en la corte madrileña.
Una parte de la música española se realizó en y para los virreinatos americanos. De esta Música Virreinal siguen apareciendo colecciones, a veces inmensas, de partituras, como las de las Misiones Jesuitas de la Chiquitania y Moxos (Archivo Musical de Chiquitos, Biblioteca y Archivo Nacionales de Bolivia), o cancioneros en diversos archivos de la península como el Archivo General de Indias de Sevilla. Compositores entre ambos continentes o plenamente americanos son Juan Gutiérrez de Padilla (1590 - 1664), Juan de Araujo (1646 - 1712), José de Orejón y Aparicio (1706? - 1765),  los nacidos en Italia Ignacio Jerusalem (1707 - 1769), y Domenico Zipoli (1688 - 1726), Manuel de Sumaya o Zumaya (1678 - 1755), Antonio Durán de la Motta (1675-1736) y Manuel de Mesa y Carrizo (segundo tercio siglo XVIII - 1803 post), o el ya nombrado Tomás de Torrejón.
Entre los autores destacados de la primera mitad del XVIII español cabe citar a Sebastián Durón (1660-1716), José de Torres (1670-72 -1738), Francisco Valls (1671-1747), Antonio de Literes (1673-1747), Pedro Rabassa (1683-1767), Juan Francés de Iribarren (1699-1767) y José de Nebra (1702-1768). Antonio Soler y Antonio Abadía son otros compositores del barroco tardío y del inicio del clasicismo.

### DelsigloXVIIIalXXI

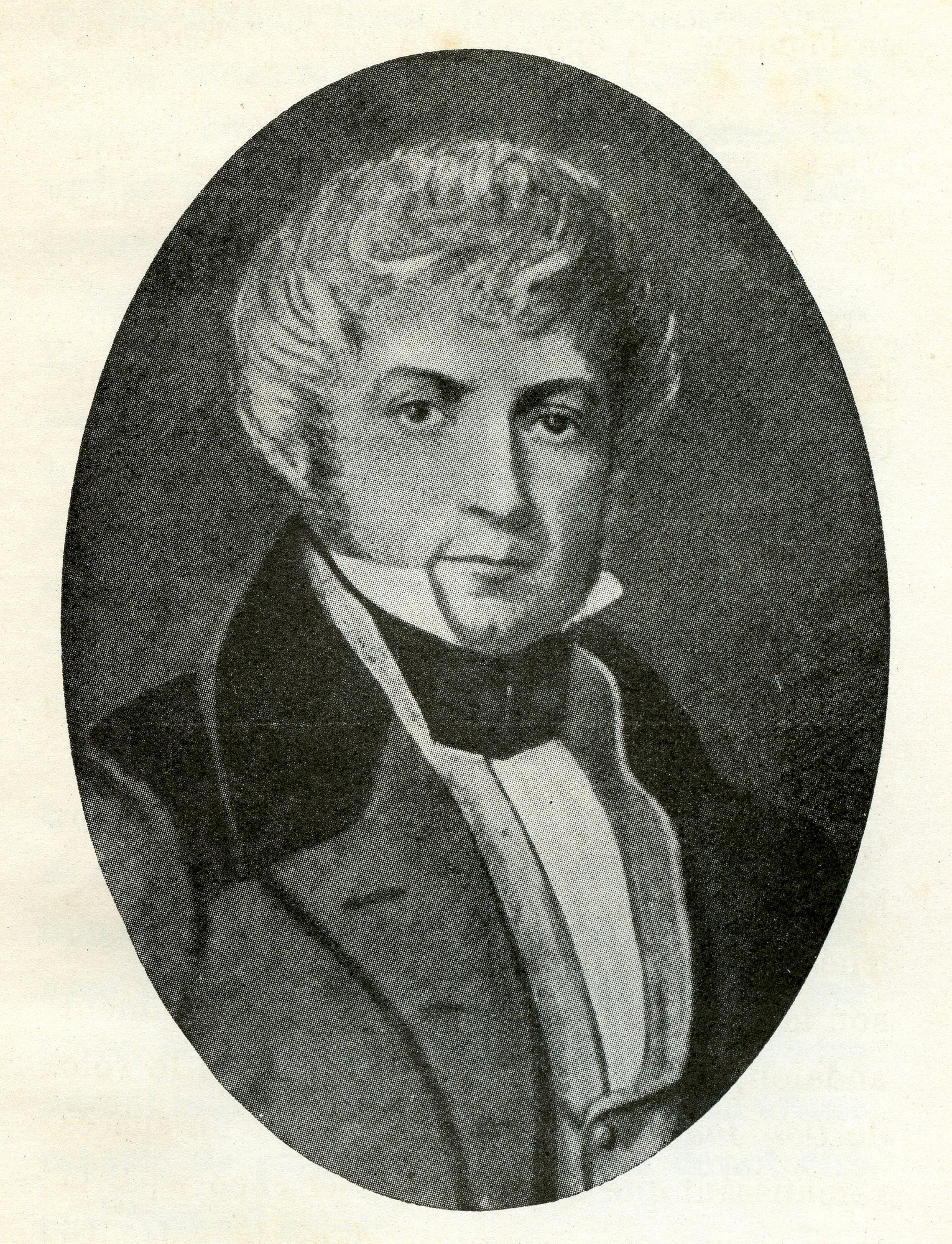
Manuel del Pópulo Vicente García, destacado tenor y pedagogo vocal español de finales del y principios del

A inicios del siglo XVIII la música española imitó los modelos italianos de la época, siendo importante la influencia de los italianos Domenico Scarlatti, Luigi Boccherini y Gaetano Brunetti, residentes en la corte madrileña. De corta vida, el compositor Juan Crisóstomo de Arriaga ejemplifica la última etapa del clasicismo y el inicio del romanticismo sinfónico.
Además de una importante literatura para guitarra creada por Dionisio Aguado y García, Fernando Sor, Francisco Tárrega y Miguel Llobet, destacaría el magisterio de los violinistas Jesús de Monasterio y Pablo Sarasate.

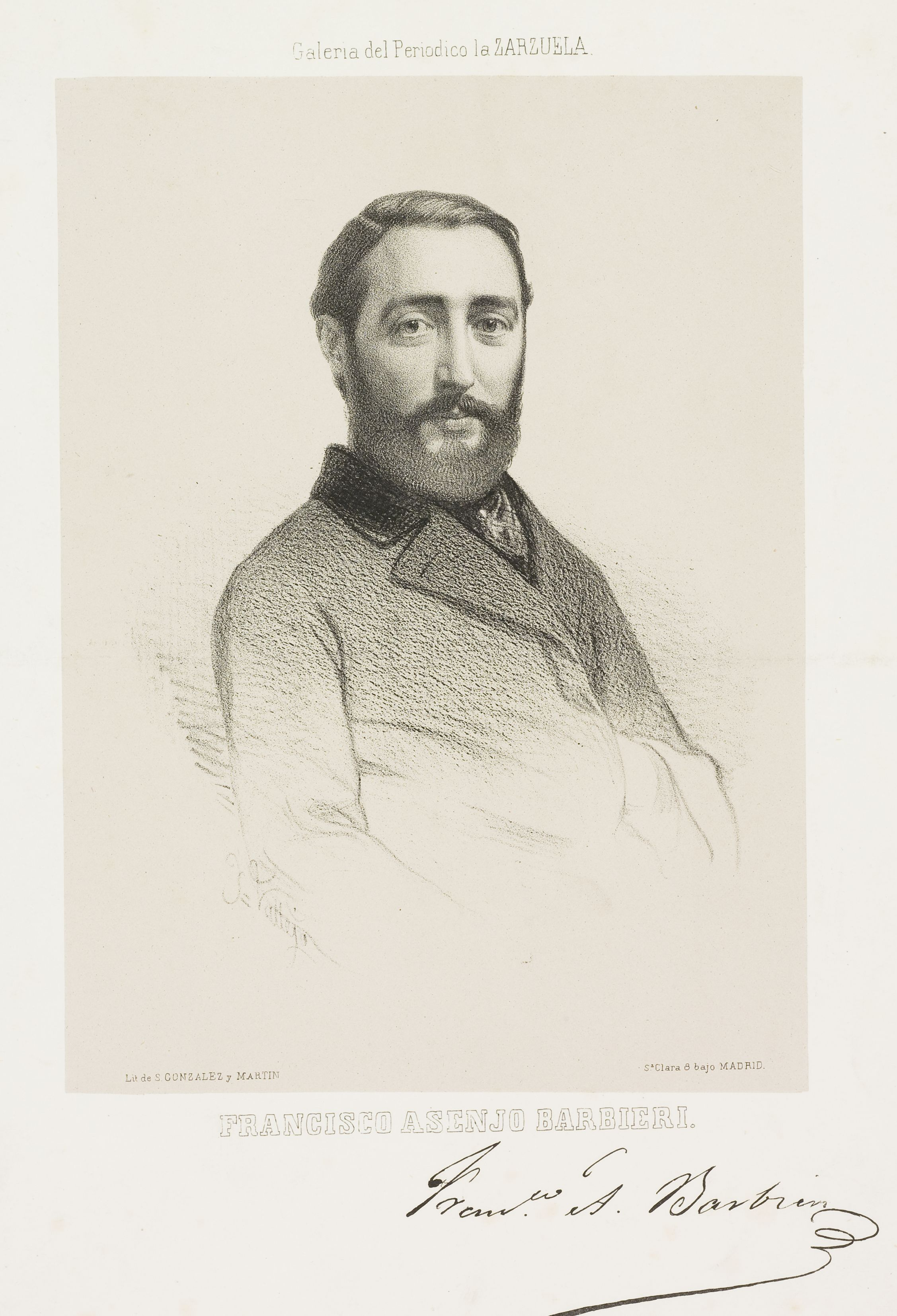
Francisco Asenjo Barbieri (1823–1894), figura clave de la zarzuela española del y destacado musicólogo que contribuyó a la recuperación del folklore musical español.

Entre los principales compositores de zarzuela del XIX figuran Francisco Asenjo Barbieri, Ruperto Chapí,  Federico Chueca y Tomás Bretón. El sinfonismo cuenta en el siglo XIX con las cinco sinfonías de Pedro Miguel Marqués y las tres de Tomás Bretón, entre otros compositores menos entregados al género. La canción también tuvo un espacio muy importante en la vida musical española del siglo XIX, en un género en el que no sólo hubo hombres, sino también mujeres compositoras de relieve, como Paulina Cabrero.
Entre los compositores posteriores al romanticismo destacan Felipe Pedrell, Isaac Albéniz, Enrique Granados, Joaquín Turina, Manuel de Falla, Antoni Noguera, Jesús Guridi, Óscar Esplá, Federico Mompou, Salvador Bacarisse, Ernesto Halffter, Xavier Montsalvatge, Pablo Sorozábal Joaquín Rodrigo y Roberto Gerhard.

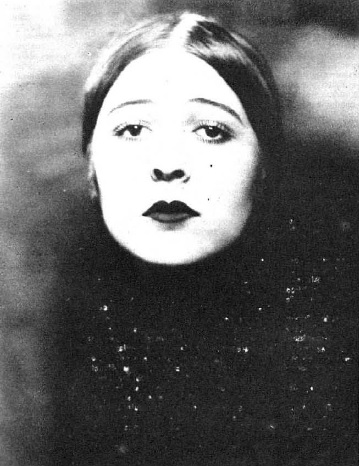
Conchita Piquer en 1927, una de las voces más emblemáticas de la copla española del.

Se ha propuesto la definición de tres generaciones de músicos españoles del siglo XX, asociadas cronológicamente a las generaciones literarias: la generación de los maestros (que coincide con la generación del 98), a la que pertenecen Manuel de Falla, Jesús Guridi y Joaquín Turina; la generación del 27 o de la República (que coincide con la generación del 27), a la que pertenecen Rodolfo Halffter, Ernesto Halffter, Salvador Bacarisse y Federico Mompou; algunos músicos que se sitúan entre esta generación y la siguiente (Joaquín Rodrigo y Xavier Montsalvatge); y la generación del 51 (que coincide con la generación del 50), a la que pertenecen Cristóbal Halffter, Luis de Pablo, Tomás Marco, José Luis Turina y Antón García Abril.

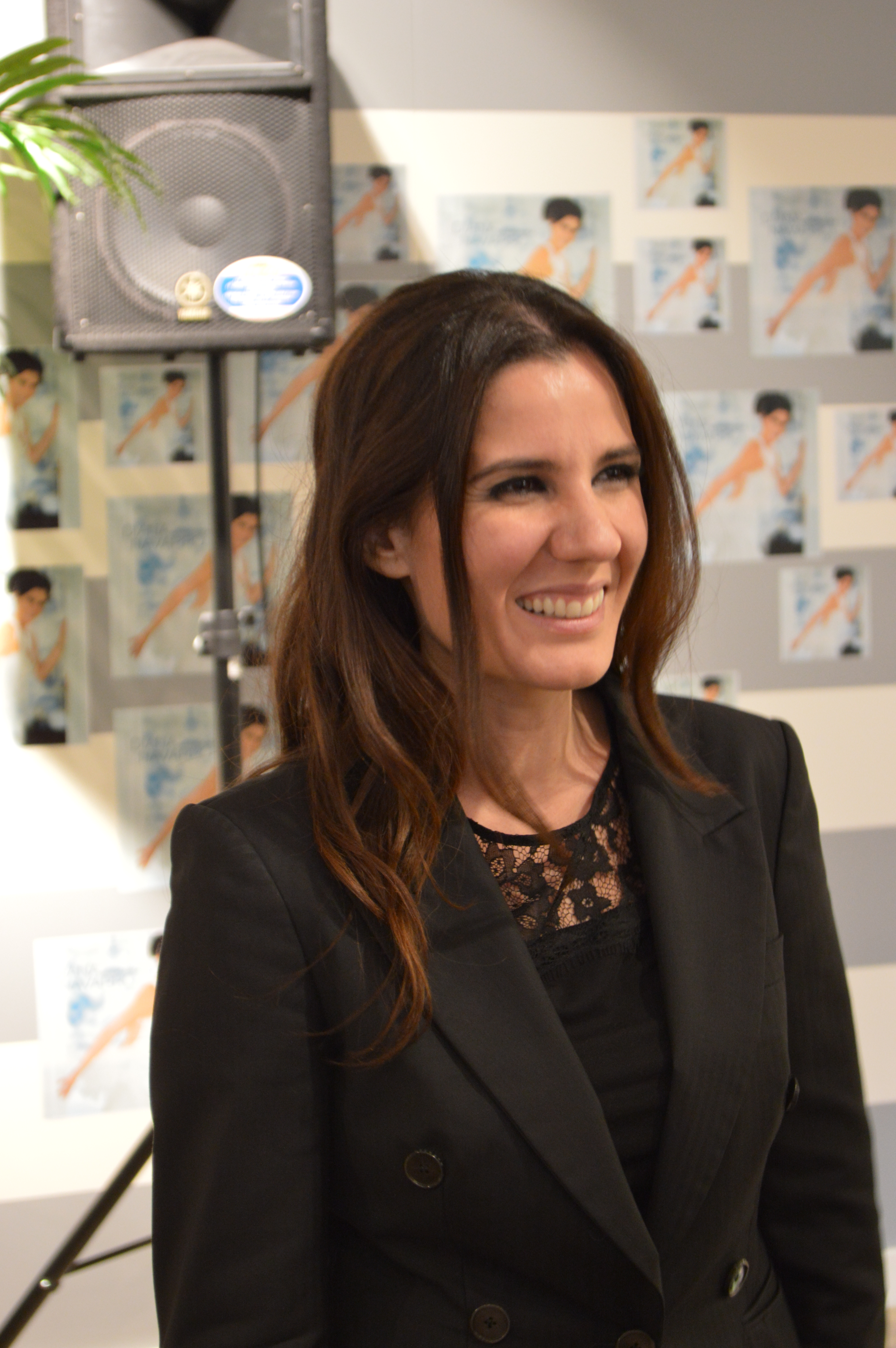
Diana Navarro, reconocida cantante española contemporánea, famosa por su estilo que fusiona copla, flamenco y música clásica.

La década de los 40 del siglo XX fue un tiempo de intensa labor de reorganización de la vida musical española, que había quedado muy desarticulada tras la Guerra Civil. Se creó la Orquesta Nacional, se reformó el Conservatorio de Madrid, se fundó el Instituto Español de Musicología, se produjo y consolidó todo un repertorio y un público sinfónico, y surgieron intérpretes muy relevantes. Estos entre otros factores, fueron determinantes en la vida institucional, en la creación, en la didáctica y en la investigación histórica de la música española y sentaron unas bases sin las que sería imposible comprender la segunda mitad del siglo XX. El nivel de actividad y su implicación con aspectos políticos e ideológicos del nuevo régimen hacen de la década de los cuarenta un campo apasionante de investigación y estudio. A la vez que músicos españoles desarrollaron una importante labor en el exilio, otros permanecieron en España tratando de reanudar sus actividades. Entre estos últimos, Joaquín Rodrigo, a quien Federico Sopeña calificó como "el músico de estos años", ocupó un lugar principal.
A partir de los años 60 un gran número de compositores va abandonando las bases nacionales y basando su lenguaje musical en las tendencias de las vanguardias europeas. Entre ellos destacan los nombres de Gerardo Gombau, Carmelo Bernaola, Cristóbal Halffter, Luis de Pablo, Joan Guinjoan, Manuel Angulo, Tomás Marco y Carlos Cruz de Castro.
Los últimos años del siglo XX y los primeros años del siglo XXI ven como algunos compositores, una vez asimiladas las vanguardias europeas, buscan un lenguaje propio, destilando libertad y eclecticismo. Algunos representantes son los vascos Ramón Lazkano, Gabriel Erkoreka o Javier Jacinto, este último también director, los madrileños David del Puerto, José Mª Sánchez Verdú o José Manuel López López y en la escena catalana aparecen Josep Soler, Albert Sardá, Lola Vernel, Benet Casablancas o el compositor y director Salvador Brotons.

## Música folclórica

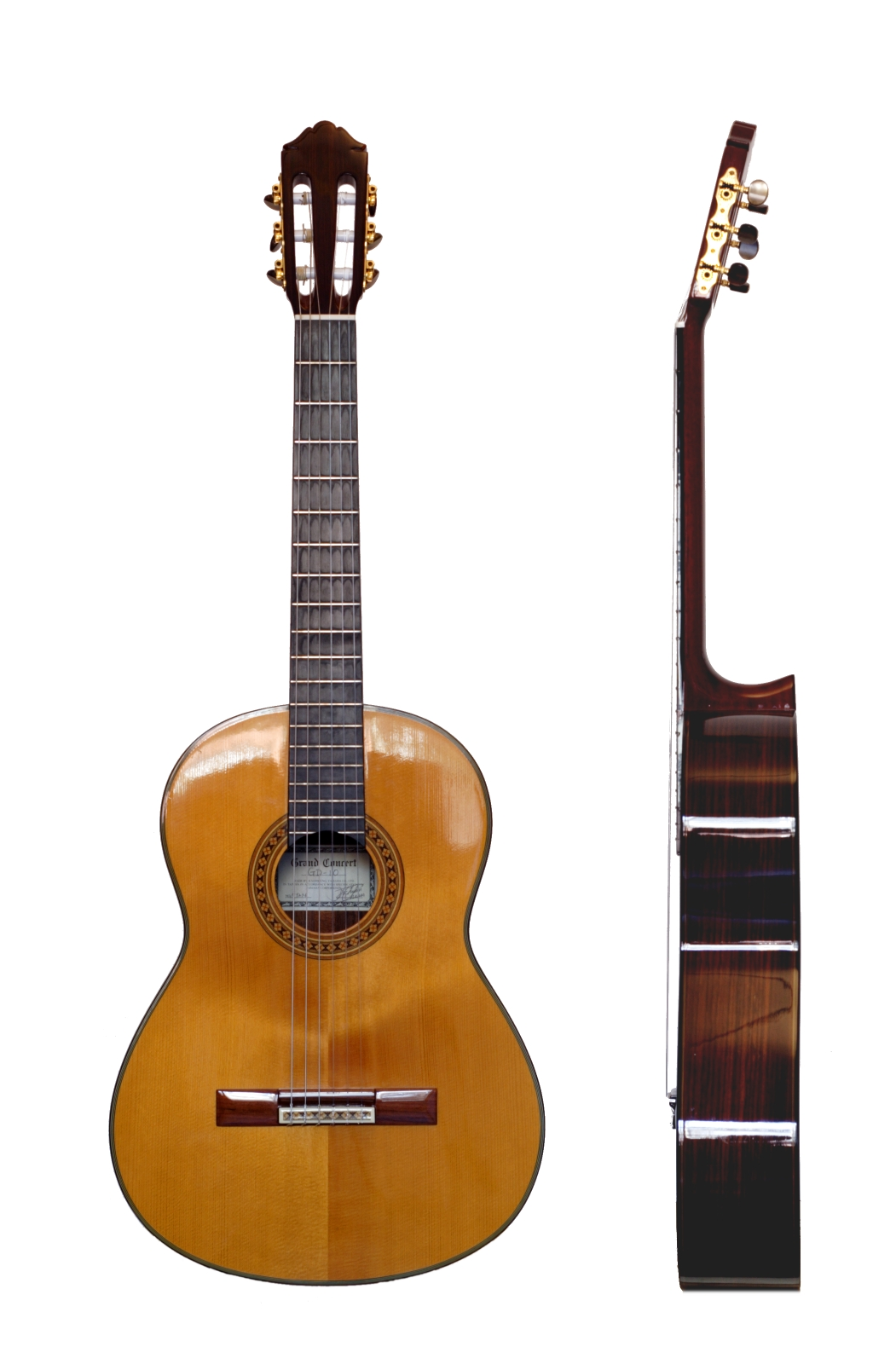
Guitarra clásica, o guitarra española.

La música folclórica en España es tan variada como  sus regiones. Sin embargo hubo una serie de ritmos extendidos por toda la península que, con el tiempo, variaron haciéndose distintos en cada región o desaparecieron en algunas y quedaron como particulares de las otras, como es el caso de la jota, que mucha gente cree particular de Aragón, siendo una danza que se interpreta en casi toda la península.
Entre los tipos más importantes hay que destacar, además del flamenco, la charrada, el chotis, el contrapàs, la copla, el cuplé, el fandango, las habas verdes, la isa canaria, las folias, las malagueñas, la polka, la jota, la muñeira, el paloteo o ball de bastons, el pasodoble, las pardicas, la rebolada, la sardana y los verdiales.
También hay que mencionar a los cantautores, que al igual que en la América Latina y Portugal, basan su música en el folclore popular y letras con mensaje político. Los más conocidos son Joan Manuel Serrat y Joaquín Sabina.

### El flamenco

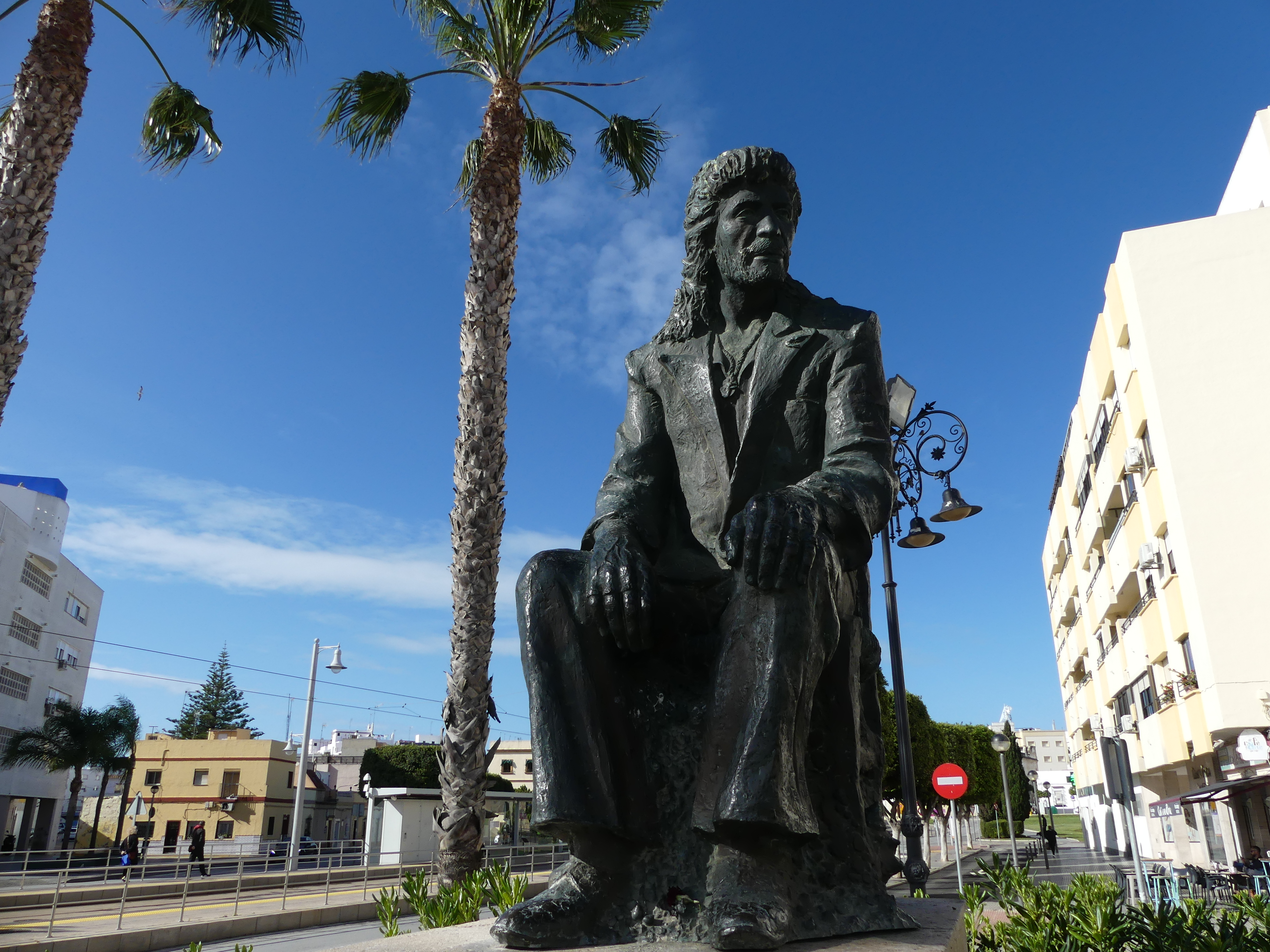
Estatua de Camarón de la Isla en San Fernando, Cádiz.

El flamenco, influenciado fuertemente por el folclore tradicional andaluz, suele ser asociado habitualmente al pueblo gitano. Podría ser descendiente parcial de la música morisca de los siglos VIII al XVII. Influencias de la música sacra bizantina y las músicas de Egipto, Pakistán y La India también podrían haber tenido un papel en la formación de la música. Sin embargo, la mayoría de los estudiosos cree que el flamenco es una forma de música de tablado o escenario del siglo XVIII y principios del siglo XIX, al igual que el tango, el rebetiko o el fado, a pesar de admitir posibles influencias de estas fuentes.
Las primeras referencias serias se hallan tal vez en las "Cartas Marruecas" de José Cadalso de 1774. Su origen como representación pública se dio probablemente en Cádiz, Jerez de la Frontera, Triana y Utrera. 
Se diferencian tres formas principales: el cante, el baile y la guitarra (toque).

## Música popular
El origen de la música popular se origina en los inicios del mercado de la industria fonográfica a finales del siglo XIX. Entre las primeras grabaciones figuraban principalmente discos dedicados a la música folclórica. 
Uno de los estilos que surgieron en la primera mitad del siglo XX fue la canción melódica.
Sus primeras influencias fueron el bolero, la copla andaluza y el cuplé, eliminando gradualmente las influencias del folclore, apoyándose en orquestas, o incluso, en instrumentaciones pop. De hecho, la música española estaba muy influenciada por la francesa e italiana y, a partir de los años cincuenta, por la llegada del rocanrol estadounidense. 
Durante los primeros sesenta tuvieron lugar las actuaciones de «matinales del Price» y la llegada del fenómeno yeyé, proveniente de los mencionados países europeos. Sin embargo, a partir de 1964 con la British Invasion, la música popular española se vio tremendamente influenciada de los sonidos del pop y del rock anglosajones. Dicha influencia dio lugar a lo que se conoció en el país como «la era de los conjuntos». Durante las siguientes décadas, varias generaciones herederas de estos sonidos pop-rock seguirían produciendo grabaciones de estilos influenciados o derivados. Pueden así citarse varios movimientos relevantes como el rock andaluz, el rock urbano, el heavy metal en español, el punk en España o el rock radical vasco. 
Fueron especialmente destacables unos movimientos que captaron la atención internacional durante los años ochenta conocidos como la movida madrileña y la ruta del bakalao, especialmente a finales de la década. Durante estos años también se asentaron otros géneros que siguen teniendo buena acogida como el hip hop o la música electrónica, de la que se puede destacar el llamado «makineo» o música makina, originaria de la Comunidad Valenciana.

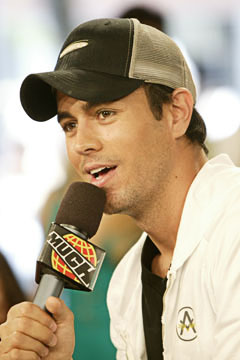
Enrique Iglesias
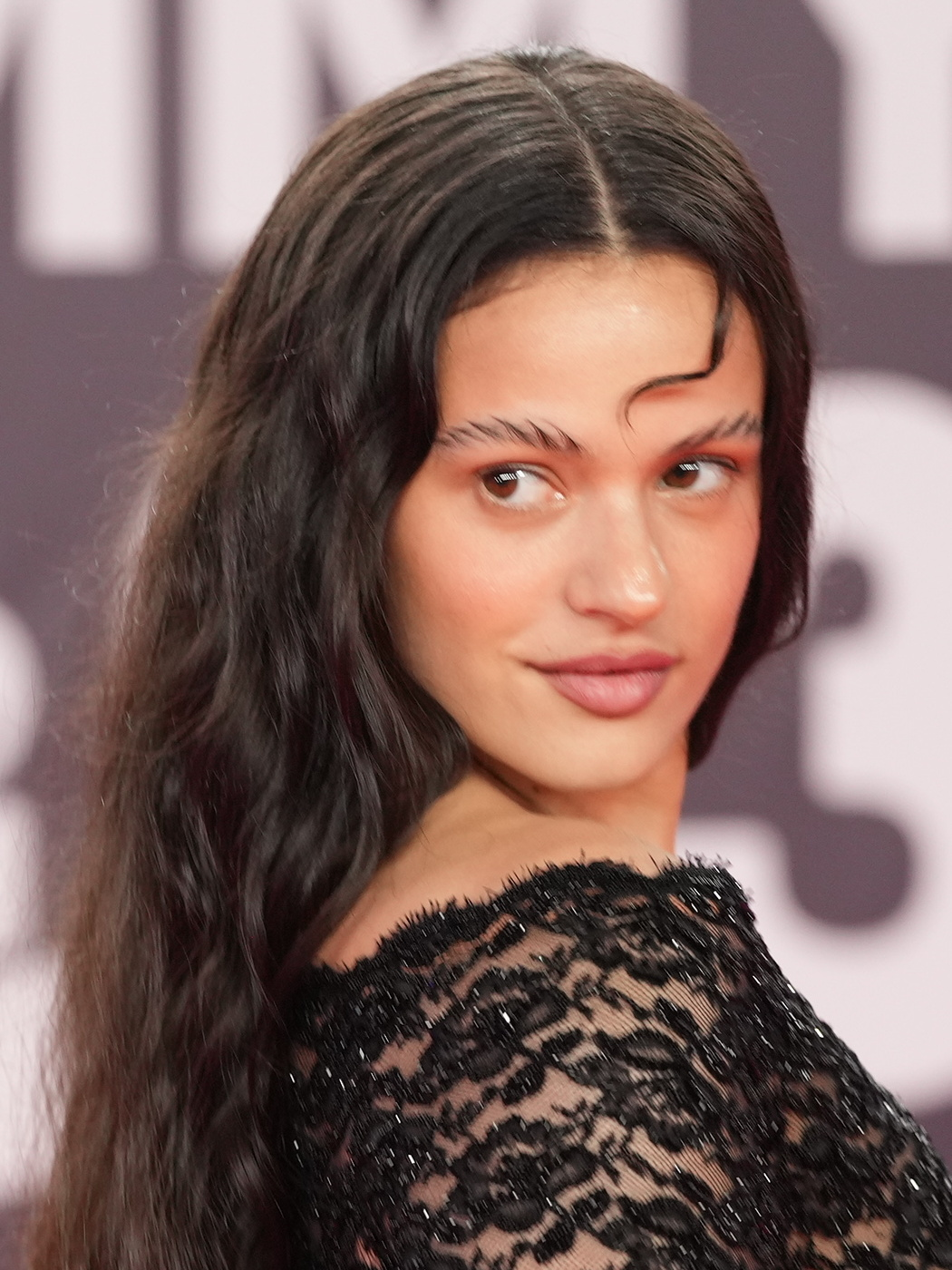
Rosalía
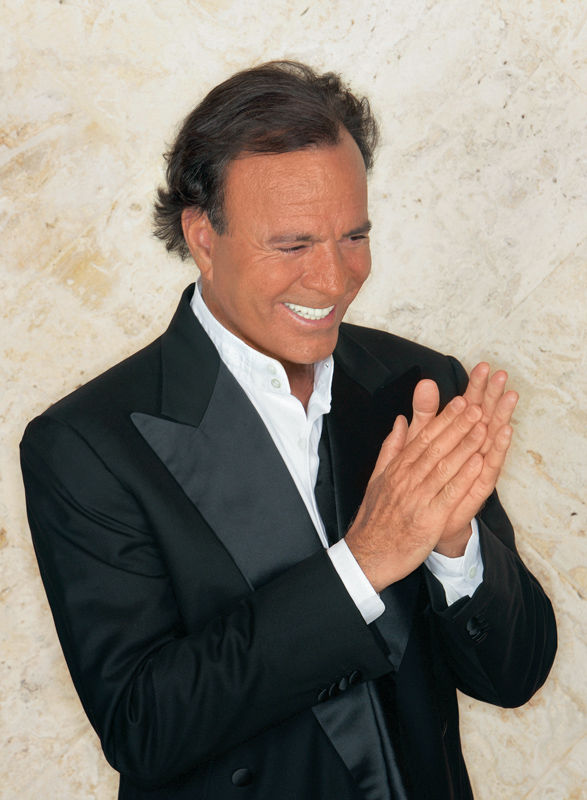
Julio Iglesias
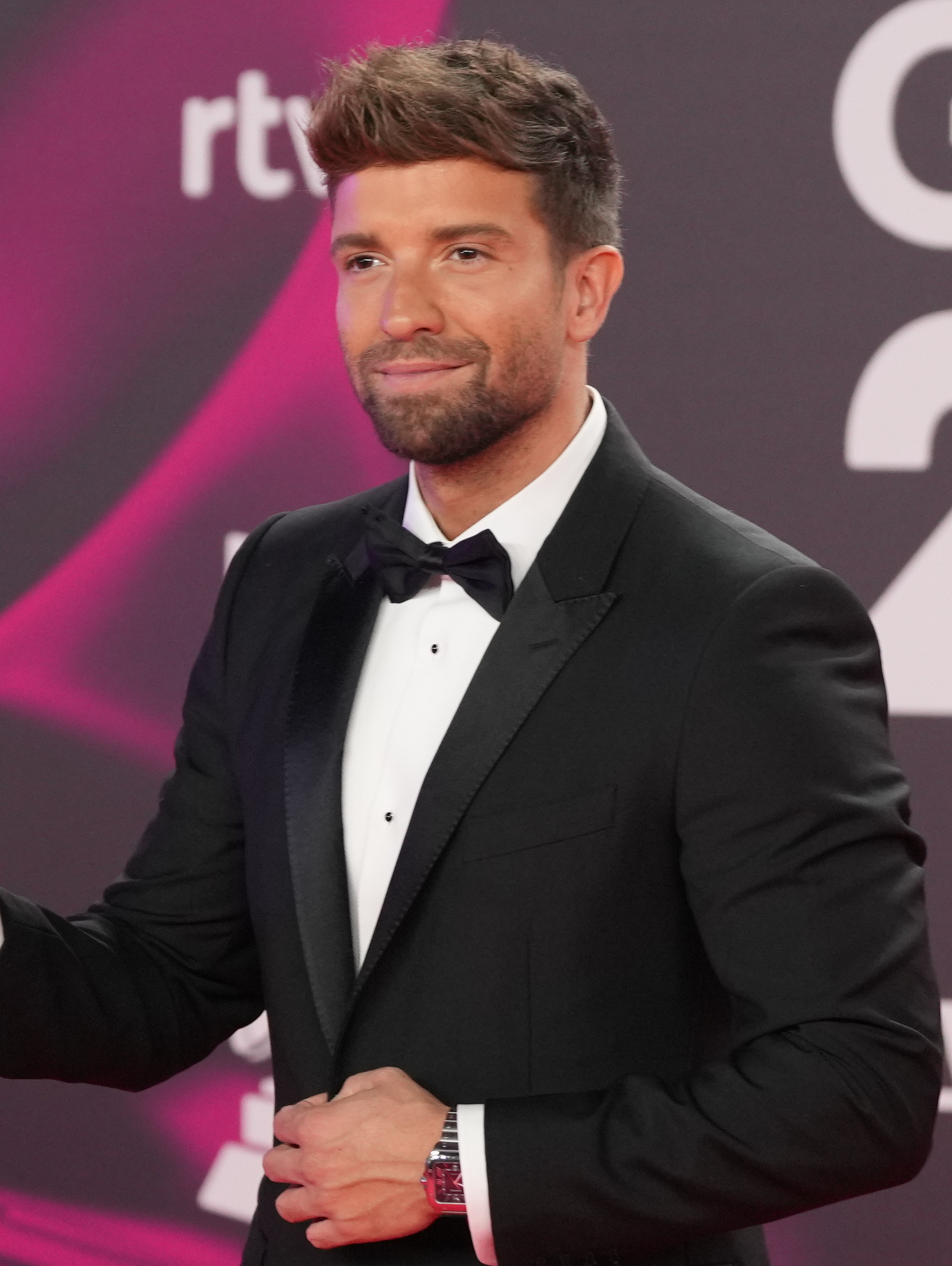
Pablo Alborán
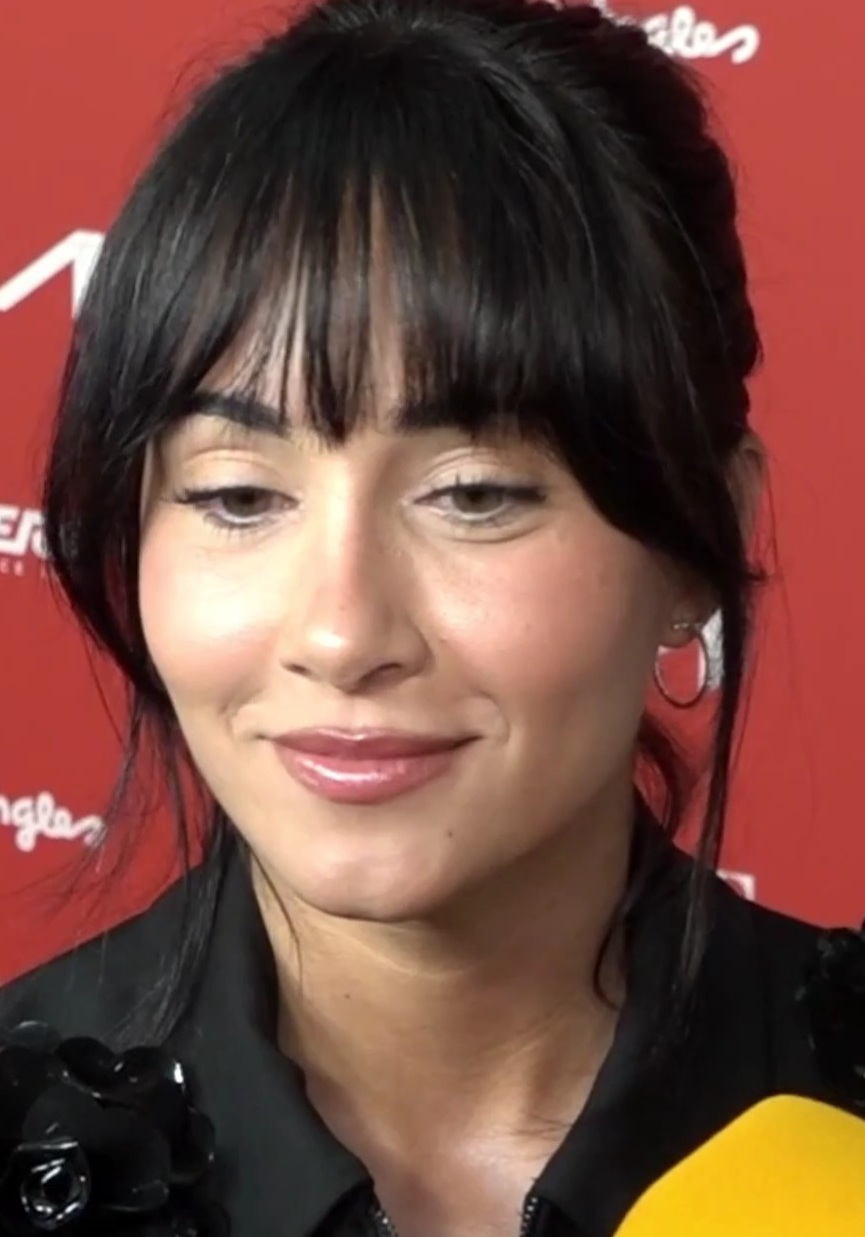
Aitana
David Bisbal
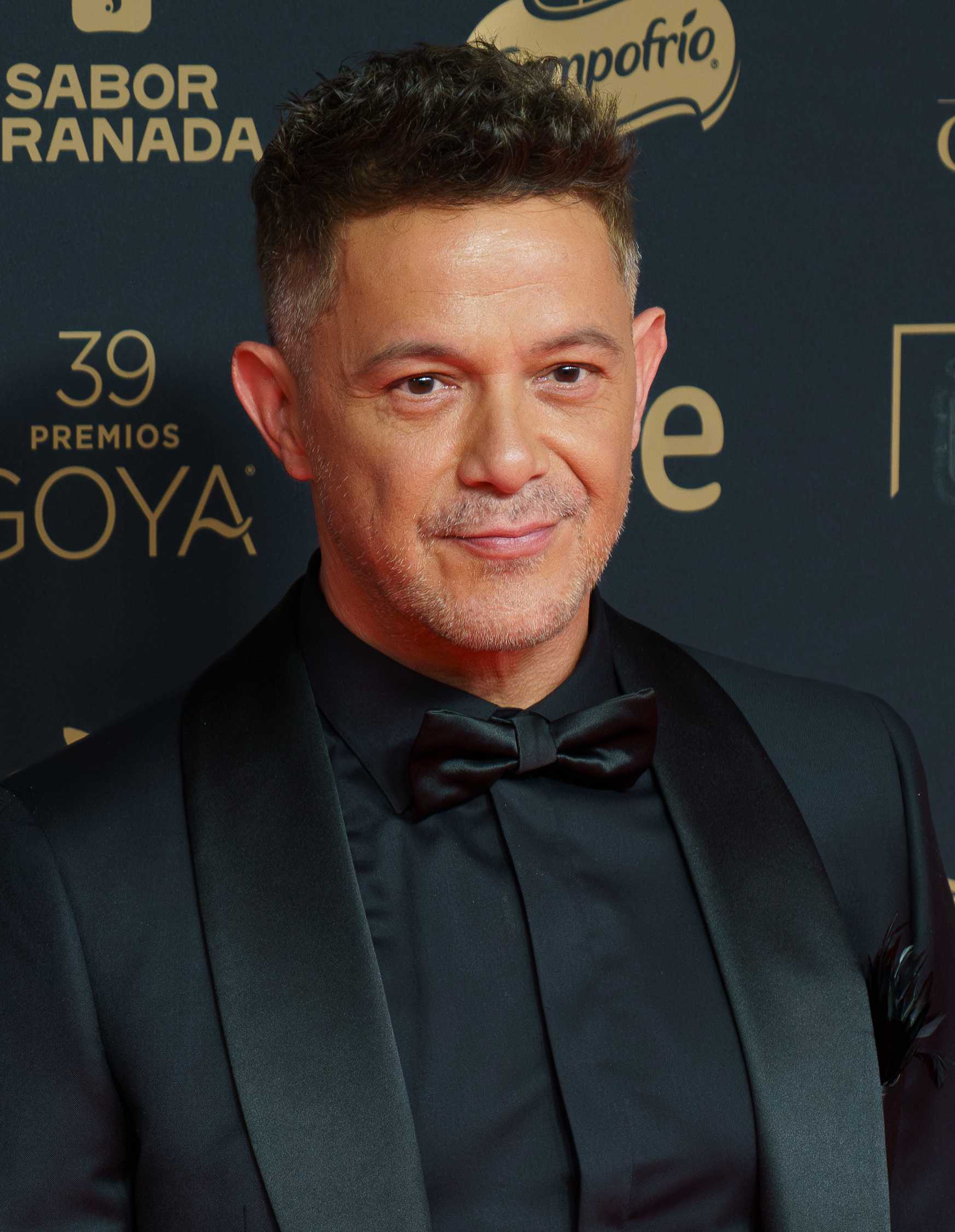
Alejandro Sanz
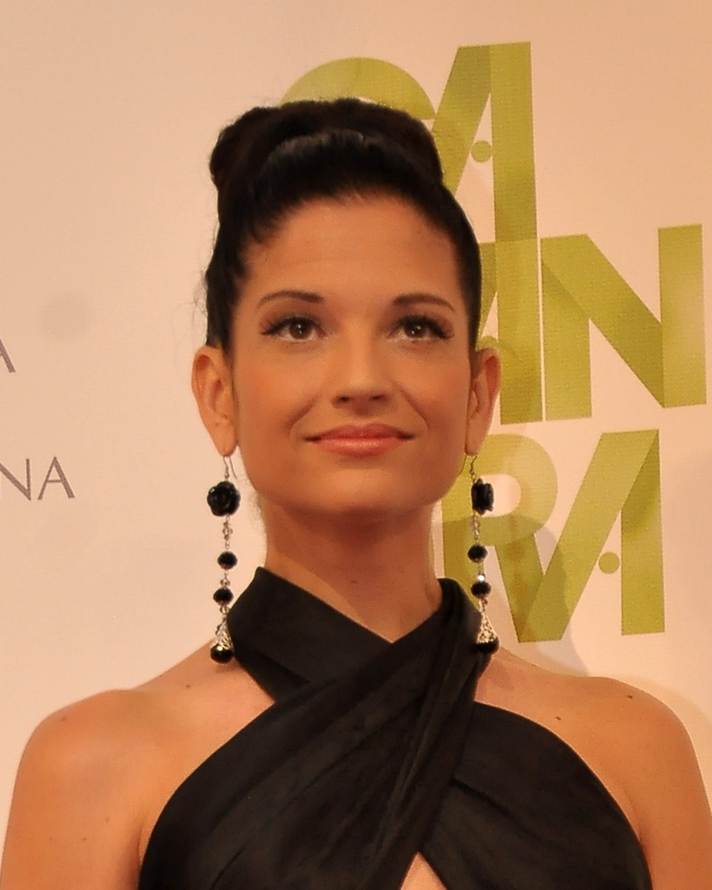
Natalia Jiménez
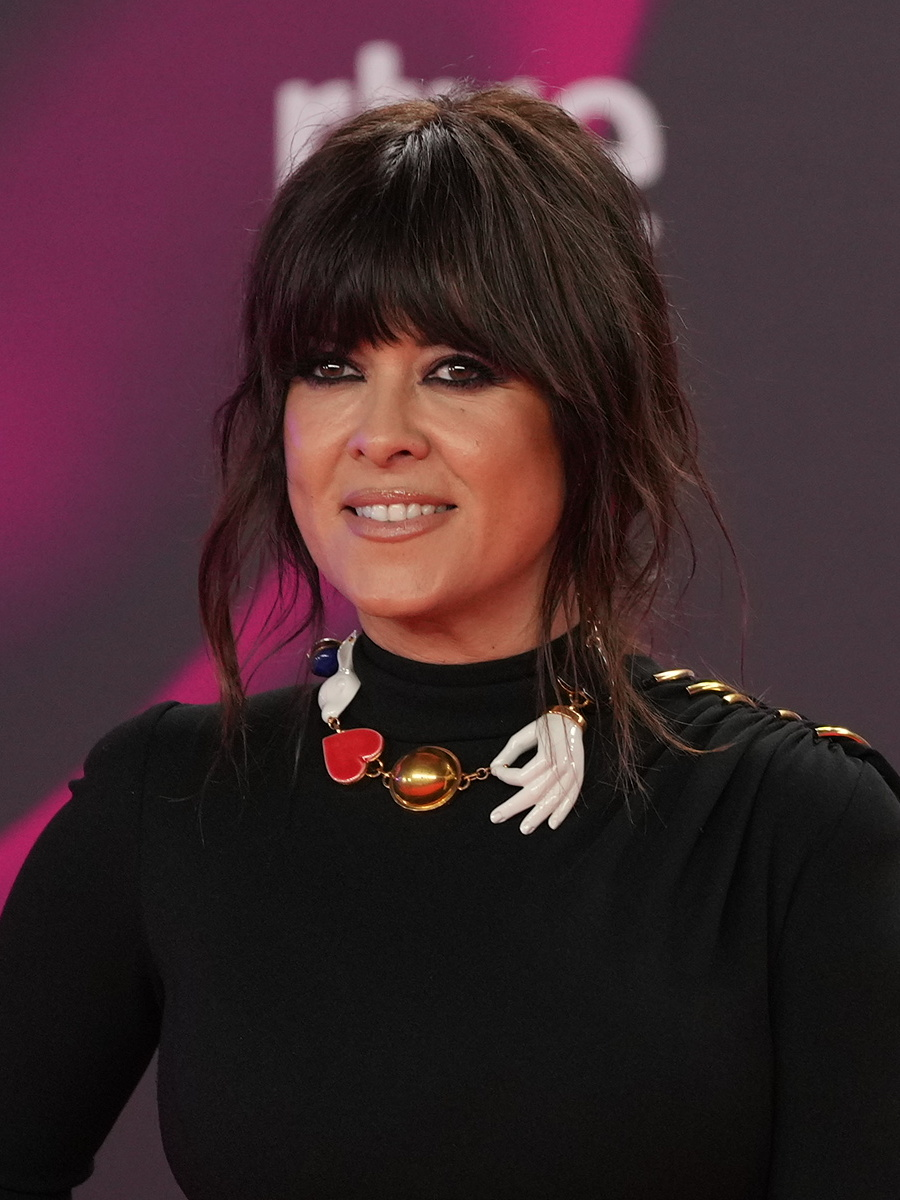
Vanesa Martín
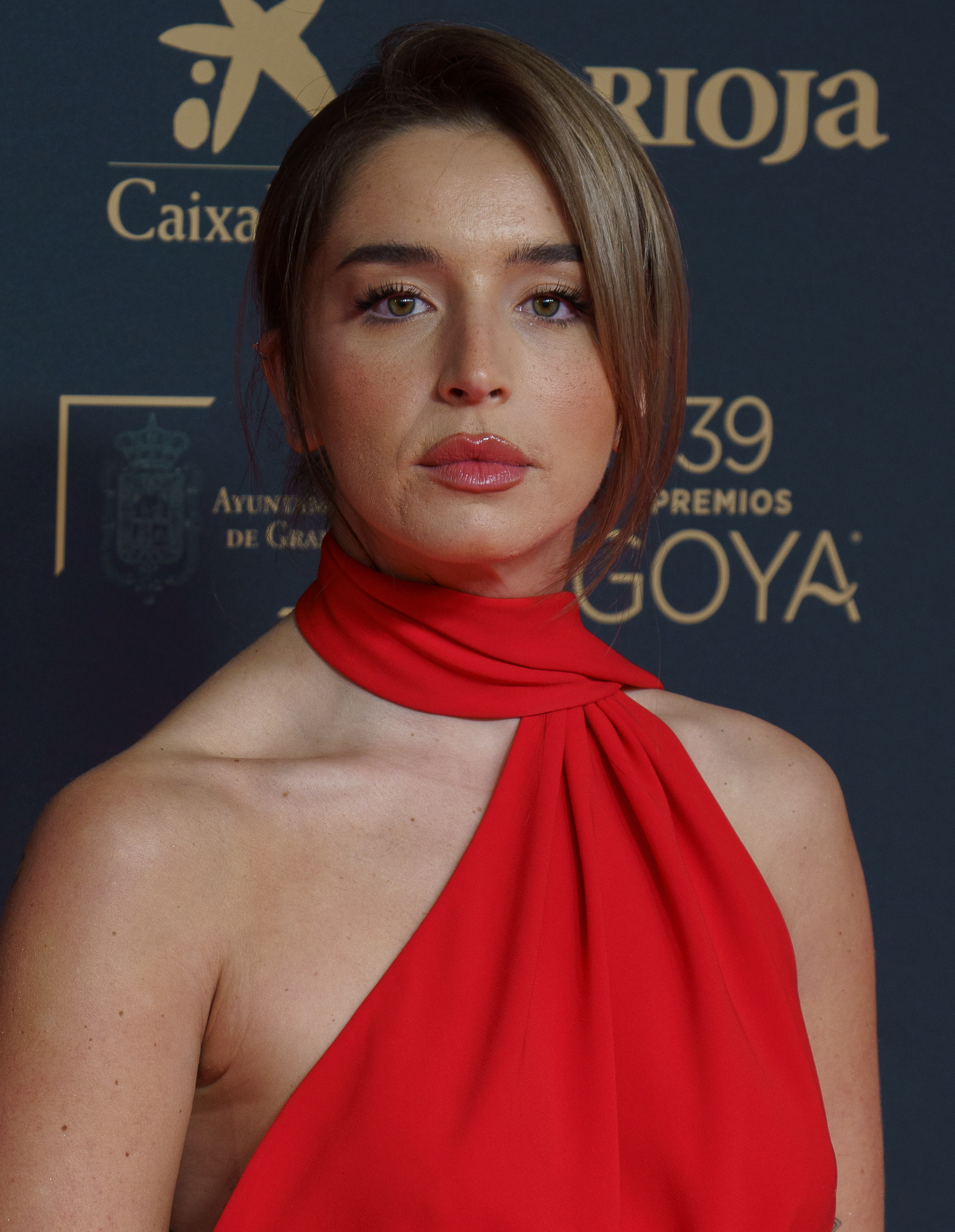
Lola Índigo